# Дубровка (сільське поселення село Бутчино)
Дубровка (рос. Дубровка) — присілок в Куйбишевському районі Калузької області Російської Федерації.
Населення становить 14 осіб. Входить до складу муніципального утворення Село Бутчино.

## Історія
Від 2004 року входить до складу муніципального утворення Село Бутчино.

## Населення
| 2002 | 2010 |
| ---- | ---- |
| 24   | ↘14  |